# Year Long Disaster
Year Long Disaster est un groupe américain de hard rock, originaire de Los Angeles, en Californie. Il est composé de Daniel Davies (fils de Dave Davies, guitariste des Kinks) à la guitare et au chant, Rich Mullins à la basse et Brad Hargreaves à la batterie. Leur premier album éponyme sort en 2007 sous le label Volcom Entertainment.

## Historique

### Formation et débuts (2004–2009)
Daniel Davies et Rich Mullins se rencontrent en novembre 2003, après le départ du bassiste de Karma to Burn et son arrivée au sein du groupe Speedealer. Après avoir terminé ensemble leur cure de désintoxication, ils rencontrent Brad Hargreaves en novembre 2004 et, après une jam session informelle, forment Year Long Disaster.
Year Long Disaster signe avec le label californien Volcom Entertainment en mai 2007, entrainant rapidement leur arrivée en studio à Tucson, Arizona avec le producteir Jim Waters, puis ils se joignent à Clutch pendant une tournée américaine d'un mois. Le groupe joue aussi en soutien au groupe de punk rock norvégien Turbonegro à la tournée nord-américaine What Is Rock Tour, en début septembre 2007.
Leur premier album, l'homonyme Year Long Disaster, est publié le 21 août 2007. En juillet 2008, Year Long Disaster contribue avec une reprise du morceau Running Free de Iron Maiden à l'album hommage Maiden Heaven: A Tribute to Iron Maiden. Plus tard dans l'année, le groupe tourne avec Motörhead aux côtés des Misfits, Valient Thorr et Airbourne.

### Second album et avenir (2009–2011)
En septembre 2009, Year Long Disaster est annoncé pour un second album aux Sound City Studios de Los Angeles, en Californie, avec le producteur Nick Raskulinecz. Précédé par le single Show Me Your Teeth, Black Magic; All Mysteries Revealed est publié le 9 mars 2010. Le groupe contribue aussi avec une reprise de Maiden, Mother and Crone de The Sword à un split single publié par Volcom en mars 2010.
Depuis leur tournée avec les membres de Karma to Burn, Rob Oswald et William Mecum en 2010 et en 2011, Year Long Disaster devient inactif. Davies rejoindra alors CKY à la place du chanteur Deron Miller, en 2012 et en 2015,.

## Discographie
- 2007 : Year Long Disaster (Volcom Entertainment)
- 2010 : Black Magic; All Mysteries Revealed